# Campagnatico
Campagnatico és un municipi situat al territori de la província de Grosseto, a la regió de la Toscana (Itàlia).
Campagnatico limita amb els municipis d'Arcidosso, Cinigiano, Civitella Paganico, Grosseto, Roccalbegna, Roccastrada i Scansano.
Pertanyen al municipi les frazioni d'Arcille, Marrucheti i Montorsaio

## Galeria

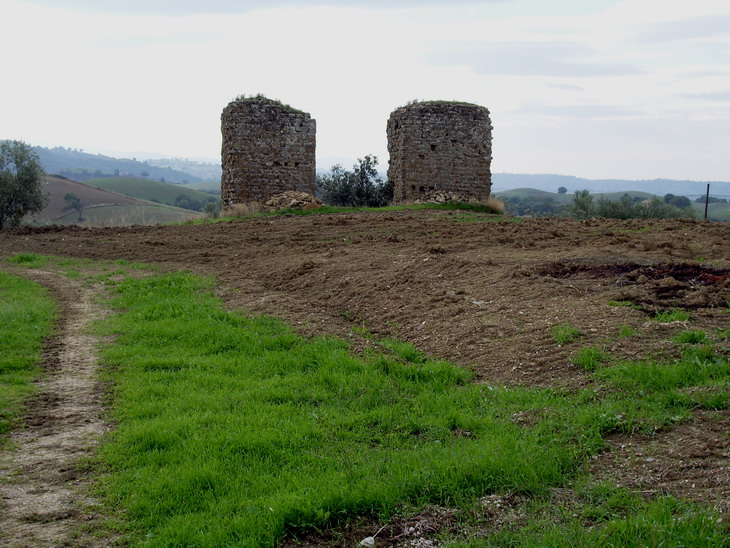
Colonne della Sabatina
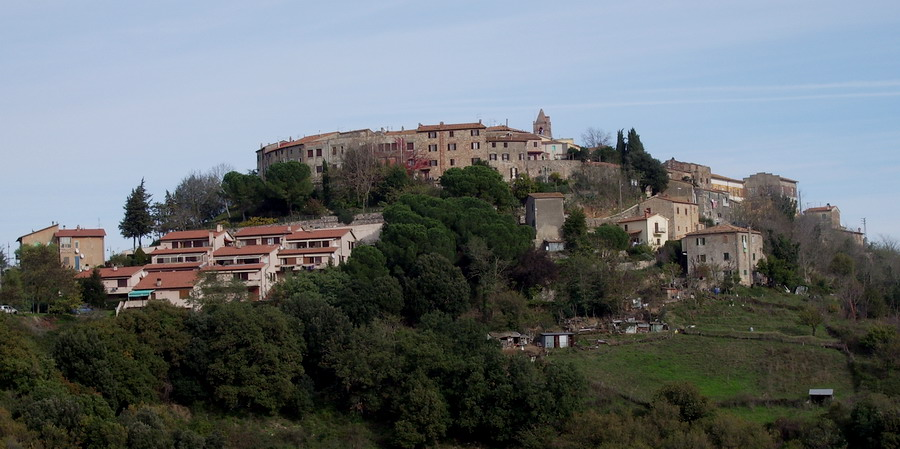
Montorsaio